# Mesocelis monticola
Mesocelis monticola är en fjärilsart som beskrevs av Jacob Hübner 1820. Mesocelis monticola ingår i släktet Mesocelis och familjen ädelspinnare. Inga underarter finns listade i Catalogue of Life.

## Bildgalleri

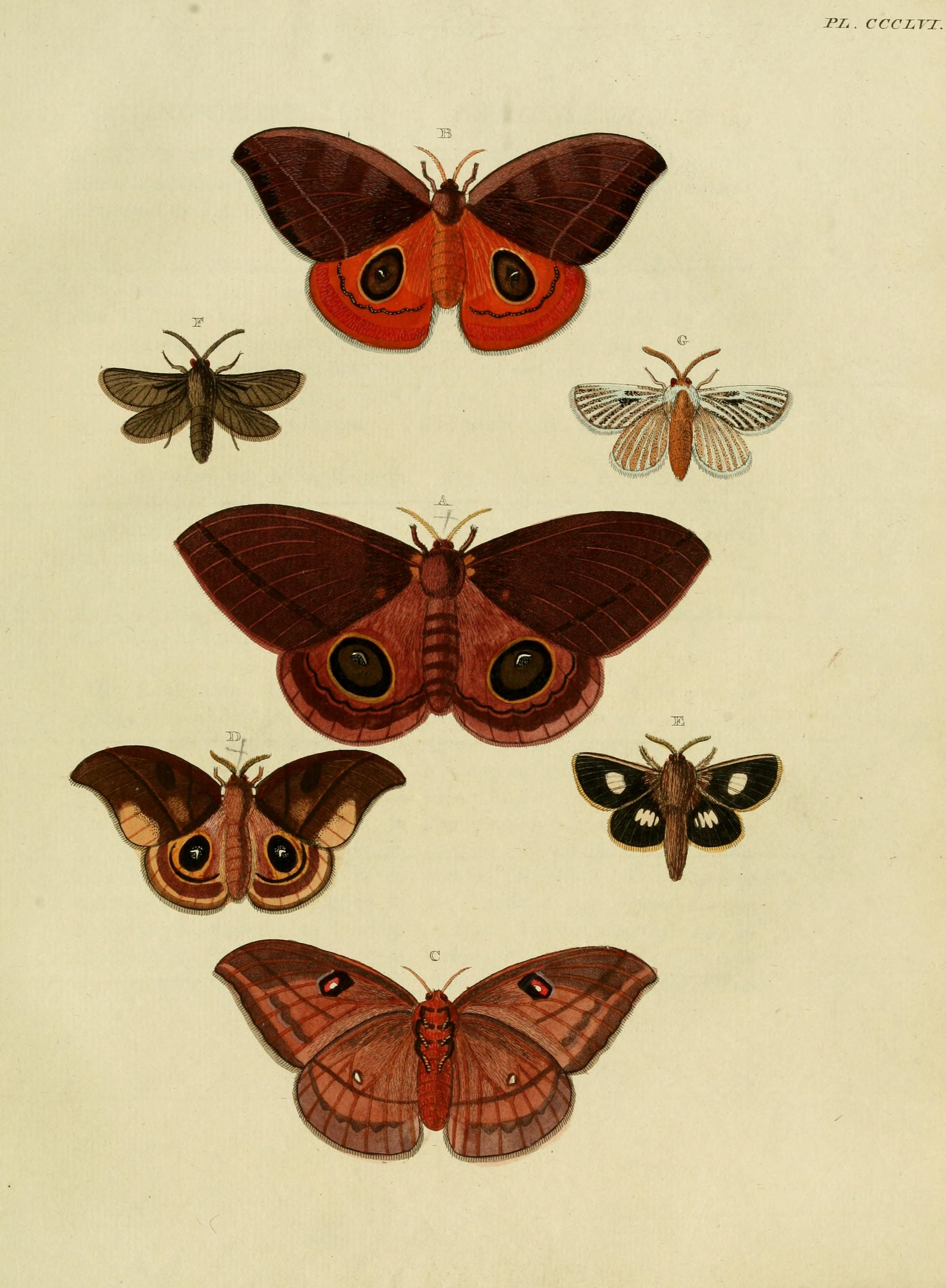
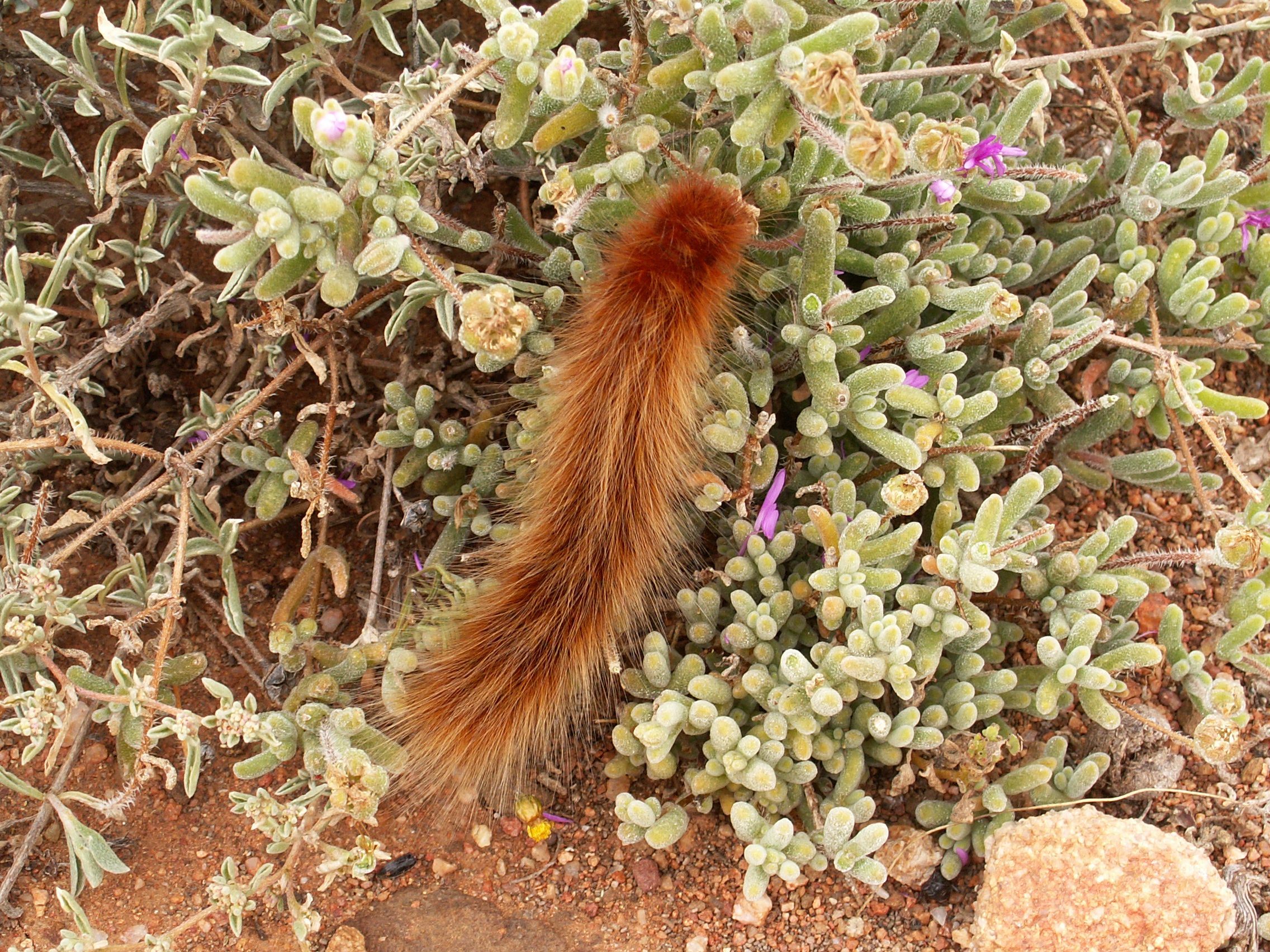